# Srem, Haskovo
Srem (în bulgară Срем) este un sat în comuna Topolovgrad, regiunea Haskovo,  Bulgaria. 

## Demografie
Componența etnică a satului Srem
     Bulgari (89,1%)
     Romi (5,88%)
     Nicio identificare (4,13%)
     Altele (0,87%)
La recensământul din 2011, populația satului Srem era de 459 locuitori. Din punct de vedere etnic, majoritatea locuitorilor (89,1%) erau bulgari, cu o minoritate de romi (5,88%). Pentru 4,13% din locuitori nu este cunoscută apartenența etnică.